# Sebevraždy ve Finsku
Sebevražednost ve Finsku dosahuje vyšší míry, než je průměr v Evropské unii. Počet ročních sebevražd dosáhl vrcholu v roce 1990, kdy činil více než 1 500. Od té doby sebevražednost poměrně rovnoměrně klesá, i když v letech 2016 a 2017 došlo k mírnému nárůstu. V roce 2018 zemřelo v důsledku sebevraždy 810 Finů.
V roce 2020 došlo celkem k 717 sebevraždám.